# Метод вращательного среза

Символ Метода вращательного среза, используемый на чертежах изыскателей в США и ЕС

Схема испытания, показывающая стержень и крыльчатку, вставленные в грунт.

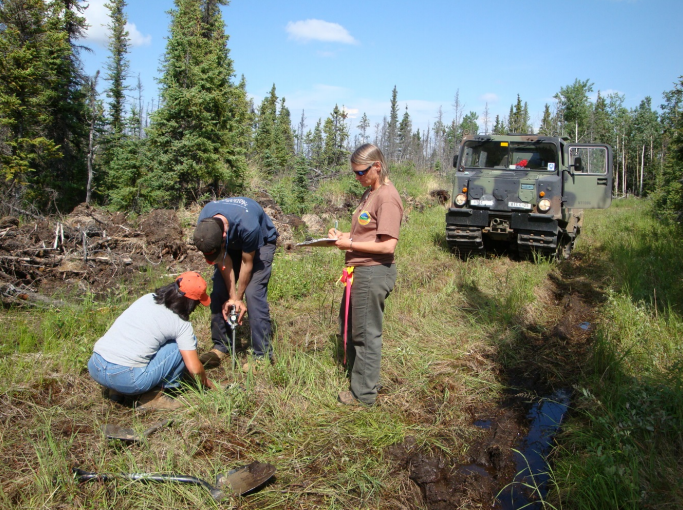
Измерения прочности на сдвиг связного грунта в недренированном в полевых условиях

Метод вращательного среза (общеупотребительное крыльчатка) — метод измерения прочности на сдвиг связного грунта в недренированном в полевых условиях. Испытание проводят с помощью оборудования, состоящего из стержня с прикрепленными к нему лопастями, который вставляют в землю и вращают. Датчик на вершине стержня измеряет крутящий момент, необходимый для разрушения грунта, и обеспечивает преобразование в прочность на сдвиг.

## Используемое оборудование согласно ASTM D2573-01
Срезная лопасть состоит из прямого стержня с четырьмя лопастями на одном конце, расположенных крестообразно, и комбинированной рукоятки/датчика крутящего момента. Стержень вводится в почву на глубину 500 мм и вращается со скоростью от 6 до 12 градусов в минуту. Как только грунт разрушается при сдвиге, датчик показывает максимальный прилагаемый крутящий момент. Датчик отмечен шкалой, которая преобразует крутящий момент в прочность на сдвиг (измеряется в килоньютонах на квадратный метр). Имеются две шкалы для использования с лопастями двух разных размеров — лопасть 150×75 мм применяют для грунтов с сопротивлением сдвигу до 50 кН/м² и лопасть 100×50 мм для более прочных грунтов. В Соединенном Королевстве Великобритании методология регулируется Британским стандартом 1377 (British Standard 1377 Methods of test for soils for civil engineering purposes).
Сдвигающая лопасть представляет собой простое и переносное оборудование. Тест подходит для глинистых почв, классифицируемых как мягкие и твердые. При повторном формовании образца и повторном тестировании также можно определить чувствительность глины. Испытание также использовалось для измерения прочности растворных смесей на сдвиг, где было показано, что она коррелирует со значением усадки бетона.

## История и исследования
Тест был впервые проведен Л. Карлсоном и А. В. Скемптоном в 1948 году, с этого года началось его практическое применение. С тех пор велись споры о его точности. Карлсон и Скемптон полагали, что тест обеспечивает более высокое значение, чем Испытания грунта методом одноосного сжатия, и фактически лучше согласовывалось со значениями, ожидаемыми в геотехнической теории. Однако в исследовании 1973 года утверждалось, что испытание на самом деле дало заниженную оценку прочности на сдвиг по сравнению с испытаниями на сжатие, в случае если возможно получить образец хорошего качества, ненарушенной структуры. Несоответствие объяснялось нарушением образца, вызванным введением срезающей лопасти.
Метод использовался по крайней мере с 1967 года для оценки прочности на сдвиг снежных мешков в горах, подверженных риску образования лавин.
Несмотря на свою высокую точность и достоверность для глинистых почв, классифицируемых как мягкие и твердые, долгое время не вводился на территории России официально. Документ регламентирующий тест ГОСТ 20276.5-2020 был введен лишь 1 января 2021 года (ранее введенные ГОСТ регулирующие тест фактически заменялись другими, в которых упоминая теста не было, потом вновь вводились и отменялись).